# Lean Bergmann
Lean Bergmann, född 4 oktober 1998, är en tysk professionell ishockeyforward som spelar för San Jose Sharks i National Hockey League (NHL). Han har tidigare spelat för Iserlohn Roosters i Deutsche Eishockey Liga (DEL) och Sioux Falls Stampede och Green Bay Gamblers i United States Hockey League (USHL).
Bergmann blev aldrig NHL-draftad.

## Statistik
| 2013–2014   | Frölunda HC J18      | J18 Elit        | 4   | 1  | 1  | 2  | 0   | — | — | — | — | —  |
|             | Frölunda HC J18      | J18 Allsvenskan | 5   | 2  | 0  | 2  | 2   | — | — | — | — | —  |
| 2014–2015   | Frölunda HC J18      | J18 Elit        | 11  | 3  | 3  | 6  | 10  | — | — | — | — | —  |
|             | Almtuna IS J18       | J18 Elit        | 8   | 8  | 1  | 9  | 14  | — | — | — | — | —  |
|             | Almtuna IS J18       | J18 Allsvenskan | 13  | 4  | 9  | 13 | 35  | — | — | — | — | —  |
|             | Almtuna IS J20       | J20 Elit        | —   | —  | —  | —  | —   | 2 | 0 | 0 | 0 | 0  |
| 2015–2016   | Almtuna IS J18       | J18 Elit        | 16  | 14 | 10 | 24 | 16  | — | — | — | — | —  |
|             | Almtuna IS J20       | J20 Elit        | 13  | 7  | 8  | 15 | 12  | — | — | — | — | —  |
|             | Sioux Falls Stampede | USHL            | 28  | 5  | 7  | 12 | 25  | 3 | 0 | 0 | 0 | 12 |
| 2016–2017   | Sioux Falls Stampede | USHL            | 41  | 7  | 9  | 16 | 95  | — | — | — | — | —  |
| 2017–2018   | Green Bay Gamblers   | USHL            | 56  | 11 | 14 | 25 | 132 | 2 | 0 | 0 | 0 | 2  |
| 2018–2019   | Iserlohn Roosters    | DEL             | 41  | 2  | 12 | 14 | 23  | — | — | — | — | —  |
| 2019–2020   | San Jose Sharks      | NHL             | 1   | 0  | 0  | 0  | 0   | — | — | — | — | —  |
| NHL totalt  | NHL totalt           | NHL totalt      | 1   | 0  | 0  | 0  | 0   | — | — | — | — | —  |
| USHL totalt | USHL totalt          | USHL totalt     | 125 | 23 | 30 | 53 | 252 | 5 | 0 | 0 | 0 | 14 |

### Internationellt
| Källa: Uppdaterad: 2019-10-03 | Källa: Uppdaterad: 2019-10-03 | Källa: Uppdaterad: 2019-10-03 |         | Utv = Utvisningsminuter | Utv = Utvisningsminuter | Utv = Utvisningsminuter | Utv = Utvisningsminuter | Utv = Utvisningsminuter |
| År                            | Lag                           | Mästerskap                    | Matcher | Mål                     | Assists                 | Poäng                   | Utv                     |                         |
| ----------------------------- | ----------------------------- | ----------------------------- | ------- | ----------------------- | ----------------------- | ----------------------- | ----------------------- | ----------------------- |
| 2019                          | Tyskland                      | VM                            | 5       | 0                       | 0                       | 0                       | 0                       |                         |
| Senior totalt                 | Senior totalt                 | Senior totalt                 | 5       | 0                       | 0                       | 0                       | 0                       |                         |